# ماريا هيرفاس
ماريا هيرفاس (بالإسبانية: María Hervás)‏ هي ممثلة إسبانية، ولدت يوم 15 مارس 1987 في مدريد في إسبانيا.

## روابط خارجية
- ماريا هيرفاس على موقع IMDb (الإنجليزية)
- ماريا هيرفاس على موقع قاعدة بيانات الفيلم (الإنجليزية)